# Hennos Asmelash
Hennos Asmelash (Delft, 1 juli 1999) is een Nederlands voetballer van Eritrese afkomst die doorgaans als rechtsback speelt.

## Carrière
Hennos Asmelash speelde in de jeugd van ADO Den Haag en voor verschillende nationale jeugdelftallen. Hij maakte zijn debuut in het eerste elftal op 14 januari 2017, in de met 2-0 verloren uitwedstrijd tegen SC Heerenveen. Hij kwam in de 88e minuut in het veld voor Trevor David. In dit seizoen kwam hij nog één keer in actie, en het seizoen erna ook één wedstrijd, waarna hij in het seizoen 2018/19 aan TOP Oss wordt verhuurd. Hier debuteerde hij op 8 september 2018, in de met 1-2 gewonnen uitwedstrijd tegen FC Twente. Na een succesvol seizoen bij Oss keerde hij terug naar ADO, waar hij in de eerste wedstrijd van het seizoen 2019/20 bij de wedstrijdselectie zat. Hierna werd hij voor de rest van het seizoen wederom aan TOP Oss verhuurd. In maart 2021 vervolgde hij zijn loopbaan in Oekraïne bij FK Inhoelets. In februari 2022 moest hij samen met zijn teamgenoot Rodney Antwi het land uitvluchten vanwege de Russische invasie van Oekraïne. In januari 2023 vond Asmelash in het Poolse Wieczysta Kraków, dat op het vierde niveau uitkomt, een nieuwe club. Hij tekende een contract voor anderhalf seizoen.

### Statistieken
| Seizoen                        | Club                 | Land           | Competitie     | Competitie | Competitie | Beker | Beker | Overig | Overig | Totaal | Totaal |
| Seizoen                        | Club                 | Land           | Competitie     | Wed.       | Dlp.       | Wed.  | Dlp.  | Wed.   | Dlp.   | Wed.   | Dlp.   |
| ------------------------------ | -------------------- | -------------- | -------------- | ---------- | ---------- | ----- | ----- | ------ | ------ | ------ | ------ |
| 2016/17                        | ADO Den Haag         | Nederland      | Eredivisie     | 2          | 0          | 0     | 0     | –      | –      | 2      | 0      |
| 2017/18                        | ADO Den Haag         | Nederland      | Eredivisie     | 1          | 0          | 0     | 0     | 0      | 0      | 1      | 0      |
| 2018/19                        | → TOP Oss            | Nederland      | Eerste divisie | 22         | 1          | 1     | 0     | 2      | 0      | 25     | 1      |
| 2019/20                        | ADO Den Haag         | Nederland      | Eredivisie     | 0          | 0          | 0     | 0     | –      | –      | 0      | 0      |
| 2019/20                        | → TOP Oss            | Nederland      | Eerste divisie | 20         | 0          | 3     | 0     | –      | –      | 23     | 0      |
| 2020/21                        | FK Inhoelets Petrove | Oekraïne       | Premjer Liha   | 2          | 0          | 0     | 0     | –      | –      | 2      | 0      |
| 2021/22                        | FK Inhoelets Petrove | Oekraïne       | Premjer Liha   | 12         | 0          | 1     | 0     | –      | –      | 13     | 0      |
| 2022/23                        | Wieczysta Kraków     | Polen          | III liga       | 0          | 0          | 0     | 0     | –      | –      | 0      | 0      |
| Carrièretotaal                 | Carrièretotaal       | Carrièretotaal | Carrièretotaal | 59         | 1          | 5     | 0     | 2      | 0      | 66     | 1      |
| Bijgewerkt op 25 februari 2023 |                      |                |                |            |            |       |       |        |        |        |        |